# Galatone
Galatone – miejscowość i gmina we Włoszech, w regionie Apulia, w prowincji Lecce.
Według danych na rok 2004 gminę zamieszkiwało 15 768 osób, 342,8 os./km².

## Miasto partnerskie
Ełk,  Polska